# Ctenoplectra davidi
Ctenoplectra davidi är en biart som beskrevs av Joseph Vachal 1903. Ctenoplectra davidi ingår i släktet Ctenoplectra och familjen långtungebin. Inga underarter finns listade i Catalogue of Life.